# Tarânâ

Le tarânâ (ou tellanâ dans l’Inde du Sud) est un style de chant rythmique apparenté au style dhrupad de la musique indienne, vif et léger, dans lequel les paroles sont remplacées par les syllabes (bol) mnémotechniques employées pour représenter les différentes façons de frapper les percussions. On y introduit parfois quelques mots d’un poème et des syllabes conventionnelles dépourvues de sens (yala, nom, tom, non, dani, etc.).
L’usage des syllabes des percussions (konakol dans le Sud) comme base vocale des mélodies est mentionné par plusieurs auteurs sanskrits et est certainement très ancien. Toutefois la légende populaire veut que cette idée soit venue de Amir Khusrau, le grand musicien d’origine turque qui ne connaissait pas le sanskrit.